# Badamalos
Badamalos é uma povoação portuguesa do Município do Sabugal que foi sede da extinta Freguesia de Badamalos, freguesia que tinha 13,39 km² de área e 96 habitantes (presentes no censos de 2011), e, por isso, uma densidade populacional de 7,2 hab./km².
A Freguesia de Badamalos foi extinta (agregada) pela reorganização administrativa de 2012/2013, tendo o seu território sido agregado ao das Freguesias de Aldeia da Ribeira, Vilar Maior para criar a União de Freguesias de Aldeia da Ribeira, Vilar Maior e Badamalos.

## População
| Totais e grupos etários | Totais e grupos etários | Totais e grupos etários | Totais e grupos etários | Totais e grupos etários | Totais e grupos etários | Totais e grupos etários | Totais e grupos etários | Totais e grupos etários | Totais e grupos etários | Totais e grupos etários | Totais e grupos etários | Totais e grupos etários | Totais e grupos etários | Totais e grupos etários | Totais e grupos etários |
| ----------------------- | ----------------------- | ----------------------- | ----------------------- | ----------------------- | ----------------------- | ----------------------- | ----------------------- | ----------------------- | ----------------------- | ----------------------- | ----------------------- | ----------------------- | ----------------------- | ----------------------- | ----------------------- |
|                         | 1864                    | 1878                    | 1890                    | 1900                    | 1911                    | 1920                    | 1930                    | 1940                    | 1950                    | 1960                    | 1970                    | 1981                    | 1991                    | 2001                    | 2011                    |
|                         | 302                     | 330                     | 340                     | 351                     | 356                     | 274                     | 316                     | 388                     | 451                     | 377                     | 332                     | 216                     | 153                     | 99                      | 96                      |
| i)                      |                         |                         |                         |                         |                         |                         |                         |                         |                         |                         |                         |                         |                         | 10                      | 12                      |
| ii)                     |                         |                         |                         |                         |                         |                         |                         |                         |                         |                         |                         |                         |                         | 6                       | 6                       |
| iii)                    |                         |                         |                         |                         |                         |                         |                         |                         |                         |                         |                         |                         |                         | 42                      | 43                      |
| iv)                     |                         |                         |                         |                         |                         |                         |                         |                         |                         |                         |                         |                         |                         | 41                      | 35                      |

```
i)
 0 aos 14 anos;
 ii)
 15 aos 24 anos; 
iii)
 25 aos 64 anos; 
iv)
 65 e mais anos	
```

De acordo com os estudos demográficos dos Censos 2001 a freguesia de Badamalos acolhia 99 residentes (52 homens e 47 mulheres), dos quais:
- Cerca de 10% eram crianças e jovens menores de quinze anos;
- 48% correspondia à faixa etária entre os 15 e os 64 anos;
- 42% representava pessoas com mais de 65 anos.

## Património
- Igreja Paroquial de São Bartolomeu;
- Capela das Almas;
- Capela de São Marcos.

## Toponímia
O nome Badamalos é constituído por dois vocábulos BADA+MALUS. O vocábulo BADA, BEDA ou ainda BAEDA poderia significar animal selvagem  segundo alguns. O vocábulo MALUS não provém do latim porque esta povoação já existia antes de os Romanos chegarem à Península Ibérica, antes tem o significado de MALHO ou machado da antiguidade. Esta povoação é de origem castreja do tempo das antigas tribos celtas em que a escrita era muito rudimentar. Naqueles tempos prevalecia a tradição oral dos povos tendo os respectivos sons sido traduzidos para o antigo latim e dado origem ao longo dos tempos à actual denominação.
Sempre os antigos moradores ouviram os seus antecessores dizer que esta povoação era dos Bate-Malhus, ou seja, os moradores utilizavam os antigos machados rudimentares de pedra para se defenderem dos bandos de salteadores que frequentemente se dirigiam à povoação para a saquearem.

## História
É uma povoação de origem remota cuja antiguidade é comprovada pelos diversos vestígios arqueológicos encontrados nos limites do seu território.
Da época castreja chegaram aos nossos dias machados em pedra e sepulturas cavadas em rochas.
Da ocupação romana restaram uma moeda de prata do tempo do imperador Augusto que atualmente pode ser vista no Museu Nacional de Arqueologia e a Ponte de Sequeiros.

## Locais toponímicos de interesse
- Atalaya - é um local alto destinado a defesa e a observar a aproximação dos inimigos. Actualmente os chamados lameiros da atalaia eram adjacentes à antiga Atalaia situada mais provavelmente no denominado cabeço da Pomba que é um ponto altaneiro junto à povoação de onde se avista todo o vale do rio Côa desde a ponte de Sequeiros até à via romana que descia da Malhada Sorda e vinha ao longo do rio. Tratava-se de um castelete ou pequena fortificação de cuja existência há alguns relatos e que servia para defesa da população contra assaltantes e bandos armados que visavam o saque dos povos.

- Trincheira - era o lugar da povoação onde os antigos moradores se defendiam dos inimigos. Actualmente ao local costuma chamar-se de jardim da trincheira que é um lugar alto que vai desde o Cabecinho até à rua Velha, ou seja seria na actual Rua do Cabecinho.

- Mortorios - era o local onde se aplicavam suplícios e se sacrificavam todos os que não cumpriam as regras dos chefes. O acesso ao sítio dos mortorios era feito pela denominada quelha do medo que fica do lado nascente. No lado oposto e ainda no mesmo cabeço fica a tapada das Almas. No sítio dos mortorios ainda restam duas escavações nas rochas onde se recolhia o sangue dos mortos. Dizia-se também que neste local eram sacrificados animais  e aí teriam sido fuziladas pessoas da povoação que se opuseram ao saque feito pelas tropas de Napoleão durante as Invasões Francesas.

- Vigia - era o lugar avançado da povoação donde se observava a aproximação dos inimigos e saqueadores que se dirigiam à aldeia. Este lugar é situado do lado norte donde se avista toda a região para onde o rio Coa corre.

- Linhares - era o lugar que ladeia a ribeira Beluis destinado ao cultivo do linho. O cultivo desta planta era muito importante nos tempos ancestrais e muitas famílias dependiam desta produção. Neste local eram encontradas muitas moedas romanas enterradas quando se lavravam as terras.

## Lugares
A freguesia, além da povoação de Badamalos, tem uma anexa denominada Carvalhal da qual dista cerca de 1,5 km. Tem como padroeiro o S. Marcos e no dia de festividade deste santo os moradores de Badamalos iam a pé em procissão até ao sítio denominado Cruz de Pedra levando os estandartes  e demais símbolos religiosos e neste sítio eram baixados para serem levados em mão para a festa de S. Marcos, prosseguindo os restantes romeiros a pé até ao Carvalhal. Na capela desta localidade foram encontradas pinturas antigas quando se procedia ao seu restauro que se encontravam por baixo do reboco e que ficaram à vista quando este foi retirado.
Houve também o lugar de Sequeiros que teria dado nome à Ponte de Sequeiros e que no século XVI tinha ainda cerca de meia dúzia de residentes e no séc. XVIII constava do Cadastro ainda com 3 residentes. Actualmente desapareceu e nem vestígios das casas ficaram tendo a pedra utilizada na sua construção desaparecido talvez tivesse sido utilizada para a construção de novas casas ou para construir muros de demarcação de terrenos. Os residentes deste lugar provavelmente teriam como tarefa guardar a Ponte de Sequeiros que era um importante lugar de passagem tendo servido de posto alfandegário nos tempos em que rio Côa constituía a linha de fronteira entre os Reinos de Portugal e de Leão.
As Cañadas era outro lugar onde residiam pessoas, ainda restando algumas ruínas de casas com as respectivas cozinhas primitivas. Estes casarões abandonados distam cerca de 1 Km da actual povoação de Badamalos no caminho que vai para Malhada Sorda e Porto de Ovelha. Estas casas teriam sido usadas posteriormente para apoio das actividades agrícolas como guarda de gados e outros produtos. Ainda restam cerca de uma dúzia dessas ruínas que com o tempo acabarão por também desaparecer.

## Economia
Como freguesia rural que é, Badamalos centra as suas actividades económicas no sector primário, mais concretamente na agricultura.
No que se refere aos serviços de índole social, assim como os que estão ligados à saúde, a freguesia encontra-se bastante debilitada tendo-se que recorrer a freguesias vizinhas.
O ensino é ministrado às crianças da freguesia na Escola Básica do 1º Ciclo de Badamalos. Para prosseguirem os estudos os alunos têm de se deslocar a outras freguesias.
A economia nos tempos antigos estava ligada à pastorícia bem como às artes e ofícios antigos tais como sapateiros, alfaiates, costureiras, ferreiros, carpinteiros bem como ao cultivo da vinha, linho, batata, fruta e cereais. Existem ainda ruínas de muitos antigos moinhos de água na ribeira de Beluis e no rio Côa, sendo ainda possível ver algumas das mós que ainda lá permanecem.

## Acessibilidades
Pode-se ir a Badamalos de automóvel por quatro vias: 
- Pelo Sabugal, Nave, Bismula e Badamalos;
- Guarda, Cerdeira, Miuzela e Badamalos;
- Vilar Formoso, Vilar Maior e Badamalos (via estreita);
- Sabugal, Seixo do Coa, Valongo e Badamalos (via estreita)